# Zdravstveni dom Ljubljana Šiška
Zdravstveni dom Ljubljana Šiška je zdravstveni zavod, ki deluje v okviru Zdravstvenega doma Ljubljana. Nahaja se na Derčevi 5 v Zgornji Šiški. V neposredni bližini se nahaja tudi Bolnica Petra Držaja.
Dom je bil zgrajen v sklopu širše ureditve Komunalnega centra v Šiški.